# Cumulus fractus

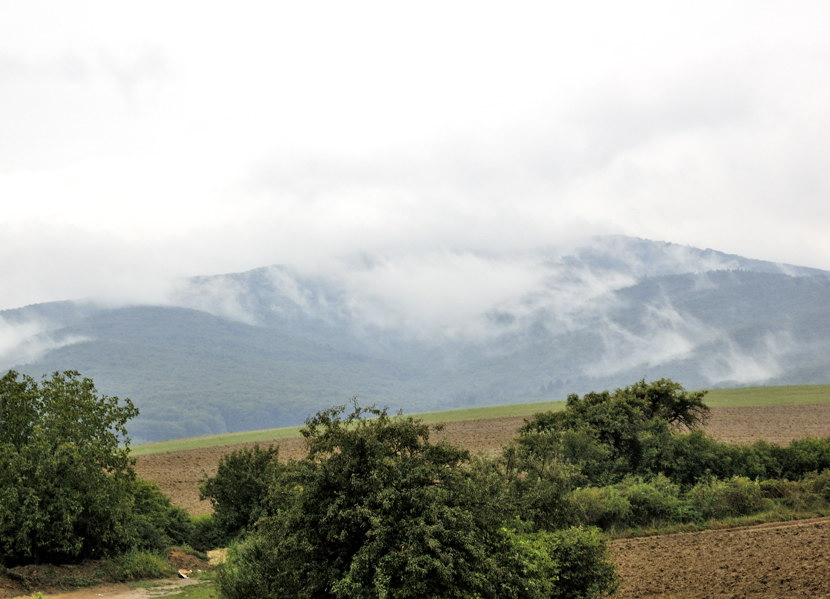
Cumulus fractus nad Považským Inovcem

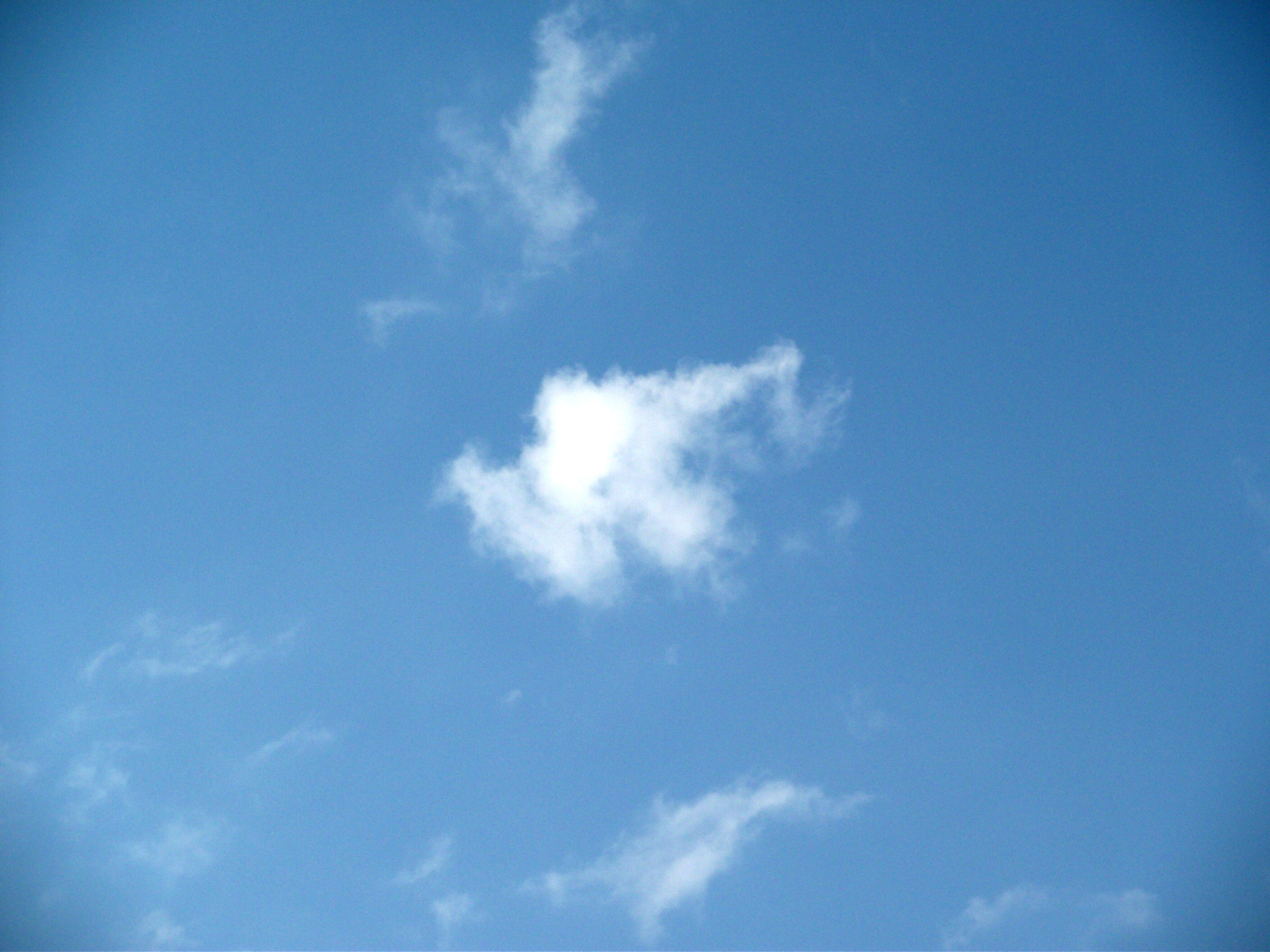
Cumulus fractus

Cumulus fractus je oblak nízkého patra ve tvaru chomáčku vaty. Pokud se trochu zformuje a zmohutní, vyvine se z něj Cumulus humilis.
Může to být i rozpadající se cumulus kvůli nedostatku teplého a vlhkého vzduchu. Řadíme ho mezi oblaky nízkého patra (0–2 km) jako ostatní mraky druhu cumulus a nikdy z něho neprší. Je složen vždy z malých vodních kapiček. Může se také nazývat fractocumulus. Další mrak typu fractus je Stratus. 